# 空色心経
『空色心経』（そらいろしんぎょう）は、こうの史代による日本の漫画作品。2025年4月7日に朝日新聞出版から単行本が発売された。

## 概要
2023年12月12日から2025年2月24日にかけて、ブログに下書きの直筆文字が残る生原稿の写真をアップする形式で連載された。
新型伝染病が流行った日本（京都府福知山市）で、スーパーマーケットで働く麻木 あいという女性の毎日と、それと並行して紀元前のインドにおける観自在菩薩、舎利子のやり取りが描かれ、その二つの時空が絡み合う形で物語が展開する。また、般若心経が要素として取り入れられている。漫画は黒と青色の2色の線を使って描かれている。

## 設定

### 舞台
京都府福知山市とその近辺を舞台としており、明智藪、福知山城、音無瀬橋、神崎海水浴場、由良川橋梁などが登場する。その理由について、こうのは「これまで暮らしてきた場所よりも風景や人が普遍的なように感じられ、この場所を舞台にすると多くの人に共感してもらえる作品になると思ったから」と述べた。

### 新型伝染病
舞台は新型伝染病の影響下にあり、登場人物は同僚と接する時などにマスクを着用したり、消毒液を使用したりしている。新型伝染病が扱われた意図についてこうのは、「コロナ禍が日本人の心に与えた影響を書き留めておきたいと思った」と語った。

## 反応
吉村和真は、本作の旺盛な実験精神が目を引くと評した。

## 書誌情報
- こうの史代『空色心経』朝日新聞出版、2025年4月7日、136頁。ISBN 978-4-02-252047-0。